# Золотницкий, Давид Иосифович
Дави́д Ио́сифович Золотни́цкий (29 сентября 1918, Нежин, — 13 апреля 2005, Санкт-Петербург) — советский и российский театровед и театральный критик. Доктор искусствоведения, профессор, член Союза писателей Санкт-Петербурга.

## Биография
Давид Золотницкий родился в г. Нежине Черниговской губернии в семье часовых дел мастера. В 1923 году семья переселилась в Петроград.
В июне 1941 года Золотницкий окончил литературный факультет Ленинградского педагогического института. С началом Великой Отечественной войны записался в народное ополчение; прошел всю войну, был рядовым бойцом, позже литсотрудником фронтовой газеты; имел ряд боевых наград.
Публиковаться Давид Золотницкий начал ещё в 1939 году.
В 1946 году в архиве Института литературы Академии наук СССР обнаружил утерянный макет (1916) сборника стихов для детей Сергея Есенина Зарянка, не вышедшего при жизни поэта. В том же году ленинградский журнал «Костёр» опубликовал частичную подборку из сборника «Стихи Сергея Есенина», предварив его вступлением (Козловский 1995, С. 367):
... В 1916 году Есенин намеревался выпустить свои стихи для детей отдельной книжкой, но помешала война.

Только теперь, спустя 30 лет, ленинградский литературовед Д. Золотницкий обнаружил рукопись книжки Есенина „Зарянка“ в архиве Института литературы Академии наук СССР
В 1946—1957 годах заведовал отделом критики и искусства в ленинградском журнале «Звезда».
С 1958 года был научным сотрудником сектора театра Ленинградского государственного института театра, музыки и кино (ныне СПГАТИ), где вёл также и педагогическую работу; в последние годы — ведущий научный сотрудник сектора театра Российского института истории искусств (СПб).
Первая книга Золотницкого, «М. Е. Салтыков-Щедрин», вышла в свет в 1951 году; в дальнейшем его творчество было связано с историей русского, преимущественно советского, театра.

## Звания и награды
- Орден Отечественной войны I степени
- Медаль «За отвагу»
- Медаль «За оборону Ленинграда»

## Сочинения
- М. Е. Салтыков-Щедрин (1951, в 1961 переиздана с дополнениями)
- Товстоногов (в книге: Портреты режиссёров. Выпуск 1. Кедров, Акимов, Товстоногов, Плучек, Ефремов, 1972)
- Зори театрального Октября (Л., 1976; в 1980 издана в Варшаве на польском языке)
- Будни и праздники Театрального Октября (Л., 1978)
- Академические театры на путях Октября (Л., 1982)
- Четыре эпохи театра. Ленинградский государственный ордена Трудового Красного Знамени академический театр им. Ленсовета. 1933—1983 (Л., 1984)
- Мейерхольд. Роман с советской властью. — М.: Аграф, 1999—384 с. — (Волшебная флейта. Из кладовой истории) — ISBN 5-7784-0064-0
- Сергей Радлов. Режиссура судьбы (СПб, 1999; первоначально, в 1995, издана на английском языке).
- Закат театрального Октября. — СПб: РИИИ, 2006. — 464 с. — ISBN 978-5-86845-125-2
- Фарс… и что там ещё? Театр фарса в России. 1893—1917. — СПб.: Нестор-История, 2006. — 576 с. — ISBN 5-98187-171-7